# Слободка (Краснодарский край)
Слободка — хутор в Славянском районе Краснодарского края.
Входит в состав Ачуевского сельского поселения.

## Социальная сфера
В слободке имеется магазин смешанных товаров.

## География

### Улицы
- ул. Ленина.

## Население
| 2002 | 2010 |
| ---- | ---- |
| 114  | ↗121 |

Национальный состав
По данным переписи 1926 года по Северо-Кавказскому краю, в населённом пункте числилось 62 хозяйства и 290 жителей (188 мужчин и 102 женщины), из которых украинцы — 85,17 % или 247 чел., русские — 14,83 % или 43 чел.